# Parafia św. Katarzyny Aleksandryjskiej w Ligocie Turawskiej
Parafia św. Katarzyny Aleksandryjskiej – rzymskokatolicka parafia znajdująca się przy ulicy Głównej 34 w Ligocie Turawskiej. Parafia należy do dekanatu Zagwiździe w diecezji opolskiej.

## Historia parafii
Parafia powstała 26 maja 1894 roku. Kościół parafialny został wzniesiony w 1936 roku, jego konsekracji dokonał 19 lipca 1936 roku, kardynał A. Bertram.
Administratorem parafii jest ksiądz Leszek Rygucki.

## Zasięg parafii
Parafia zasięgiem duszpasterskim obejmuje miejscowości:
- Ligota Turawska
- Kadłub Turawski
- Zakrzów Turawski

### Inne kościoły, kaplice i domy zakonne
- Kościół Matki Bożej Różańcowej w Kadłubie Turawskim,
- Kościół Świętych Apostołów Piotra i Pawła w Zakrzowie Turawskim.

## Proboszczowie po 1945 roku
- ks. Józef Christen
- ks. Jerzy Obst
- ks. Sławomir Pawiński
- ks. Leszek Rygucki (administrator)[2]

## Wspólnoty parafialne
- Ministranci
- Marianki
- Schola „Róża Maryi
- Orkiestra parafialna
- Róże Różańca Świętego
- Szafarze Komunii Świętej
- Rada parafialna[2]